# Połski izwor
Połski izwor (bułg. Полски извор) – wieś w Bułgarii, w obwodzie Burgas, w gminie Kameno. Według danych szacunkowych Ujednoliconego Systemu Ewidencji Ludności oraz Usług Administracyjnych dla Ludności, 15 czerwca 2020 roku miejscowość liczyła 753 mieszkańców.